# Al-Fateh (bóng rổ)
Al-Fateh là một câu lạc bộ bóng rổ chuyên nghiệp có trụ sở ở Al-Hasa ở  tỉnh Đông của Ả Rập Xê Út. Đội vô địch Giải ngoại hạng Ả Rập Xê Út lần đầu tiên ở mùa giải 2013–14. Mùa giải sau đó, họ về đích thứ 2 sau Ohud Medina và vô địch Prince Faisal Cup.

## Vận động viên đáng chú ý
- / Tyler Amaya
- Jer4maine Dailey
- Xavier Keeling